# 莫斯科河大桥
55°44′56″N 37°37′28″E / 55.74889°N 37.62444°E

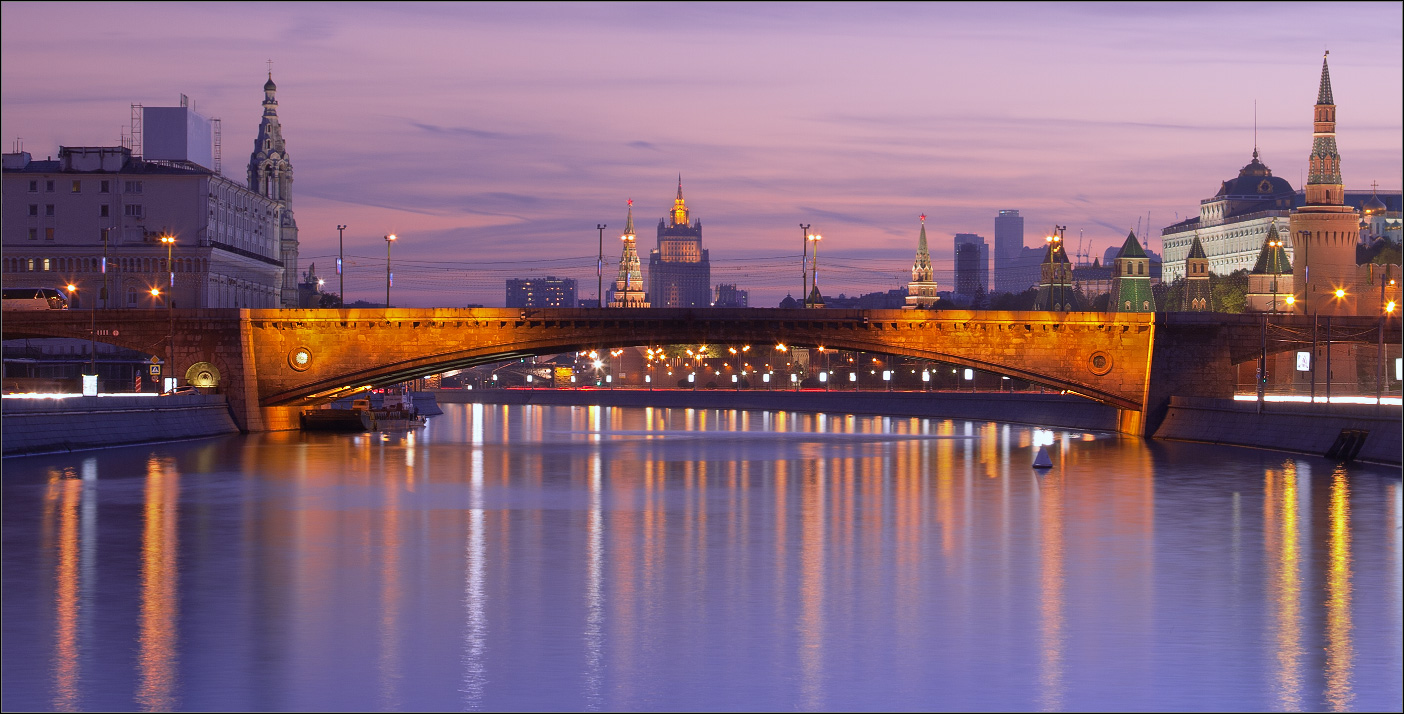
莫斯科河大桥夜景

波修瓦莫斯柯弗奈斯基桥（羅馬化：Bol'shoy Moskvoretskiy most）位于俄罗斯莫斯科市中心克里姆林宫东端，是跨越莫斯科河连接红场与奥尔丁卡大街的一座公路拱桥。该桥是建于1936－1937年的混凝土大桥，主拱跨长92米，跨两岸堤防的拱门各长42.8米，桥宽约40米（8车道）。其外观用花岗岩石砌而成。